# Stiftung Deutsche Depressionshilfe und Suizidprävention
Die Stiftung Deutsche Depressionshilfe und Suizidprävention, Kurzname Stiftung Deutsche Depressionshilfe, ist eine unabhängige gemeinnützige Stiftung bürgerlichen Rechts. Das zentrale Ziel der Stiftung ist die Verbesserung der Situation depressiv erkrankter Menschen. Zu ihren Kernaufgaben zählen Presse- und Öffentlichkeitsarbeit sowie die Durchführung von Forschung, Hilfsprojekten und Weiterbildungsmaßnahmen.
Vorsitzender des Vorstandes ist Ulrich Hegerl. Der Schirmherr der Stiftung ist Harald Schmidt. Botschafterin der Stiftung sind der Schauspieler Simon Licht sowie die Bloggerin und Alternativmodel Victoria van Violence.

## Entstehung und Auftrag
Die Stiftung wurde im April 2008 mit dem Ziel gegründet, die Arbeit des bis zum Jahr 2009 vom Bundesministerium für Bildung und Forschung (BMBF) geförderten Kompetenznetzes Depression, Suizidalität weiterzuführen und auszubauen.
Der Fokus der Stiftungsarbeit liegt in der Vermittlung von Informationen über die Ursachen, den Verlauf und die Behandlungsmöglichkeiten depressiver Erkrankungen. In Schulungen, Seminaren und Konferenzen werden Betroffene und deren Angehörige sowie Ärzte und medizinisches Fachpersonal mit dem Krankheitsbild vertraut gemacht. Über öffentlichkeitswirksame Veranstaltungen werden auch Menschen erreicht, die nicht selbst von der Krankheit betroffen sind. Der Deutsche Patientenkongress Depression, der mit der Deutschen Depressionsliga in Kooperation mit dem Deutschen Bündnis gegen Depression und der Deutsche Bahn Stiftung gGmbH seit 2011 alle zwei Jahre veranstaltet wird, bietet Betroffenen, Angehörigen und anderen Interessierten neben der Vermittlung von Wissen die Möglichkeit zum gegenseitigen Austausch.
Unter dem Dach der Stiftung Deutsche Depressionshilfe und Suizidprävention arbeitet das Deutsche Bündnis gegen Depression e. V. auf regionaler Ebene daran, die Betreuung depressiv erkrankter Menschen zu verbessern. Seit der Gründung im Jahr 2003 haben sich über 85 regionale Bündnisse gegen Depression gegründet.

## Aktivitäten und Kooperationen
Unterstützt wird die Stiftung Deutsche Depressionshilfe und Suizidprävention seit 2014 von der Deutsche Bahn Stiftung gGmbH. Im Rahmen dieser Kooperation konnte die Stiftung Deutsche Depressionshilfe 2014 das Forschungszentrum Depression eröffnen und z. B. auch das kostenfreie deutschlandweite Info-Telefon Depression unter der Rufnummer 0800 3344533 anbieten.
Seit 2012 unterstützt die Stiftung die Mut-Tour, ein Projekt zur Schaffung von gesellschaftlicher Aufmerksamkeit für psychische Erkrankungen sowie deren Entstigmatisierung, als Schirmdame.

### Podcast
Seit Juni 2021 moderiert Harald Schmidt, wissenschaftlich unterstützt durch Ulrich Hegerl, den Podcast Raus aus der Depression von NDR Info.

## Förderpreise
Der Forschungspreis der Stiftung Deutsche Depressionshilfe wurde im Jahr 2009 zum ersten Mal vergeben. Ausgezeichnet wurde Christian Otte für seine Forschung zum Einfluss des körpereigenen Stresshormons Cortisol bei depressiven Patienten.
Seit 2011 werden mit dem Carlsson Wedemeyer-Förderpreis Forschungsvorhaben zur Optimierung der Versorgung depressiv erkrankter Kinder und Jugendlicher gefördert. 2011 wurde der Carlsson Wedemeyer-Förderpreis an Thomas Hillecke, Franz Resch und Julian Koenig für ein Pilotprojekt zur Erforschung von Musiktherapie in der Behandlung von depressiven Jugendlichen verliehen. 2013 ging der Förderpreis an das Universitätsklinikum Leipzig für die Erforschung eines kreativtherapeutischen Gruppenangebotes für Kinder und Jugendliche mit einer depressiven Erkrankung. Beim 3. Deutschen Patientenkongress Depression 2015 wurde das Forschungsprojekt „Lichttherapie bei Depression im Kindes- und Jugendalter“ der LWL-Universitätsklinik Hamm unter Leitung von Martin Holtmann und Tanja Legenbauer mit dem Carlsson Wedemeyer-Förderpreis ausgezeichnet. Den Carlsson Wedemeyer-Förderpreis 2017 hat auf dem 4. Deutschen Patientenkongress Depression Dr. med. Tomasz Antoni Jarczok für seine Pilotstudie „Vigilanz und depressive Störungen im Jugendalter“ erhalten.
Der Deutsche Medienpreis Depressionshilfe zeichnet Journalisten aus, die einem breiten Publikum anschaulich und sachlich kompetent von Depressionserkrankungen sowie deren Behandlungsmethoden berichten. 2013 ging der erste Preis an Ann-Kathrin Eckardt (NEON) für ihren Artikel Schattenliebe sowie Beate Wagner (Focus Gesundheit) mit dem Beitrag „Depression – Ein Tabu nur noch bei Männern?“. 2015 wurden Anna Bühler und Mitautor Till Ottlitz (Jugendradio PULS des Bayerischen Rundfunks) für ihren Beitrag „Die Frage: Werden wir immer depressiver?“ mit dem ersten Platz ausgezeichnet. Beim 4. Deutschen Patientenkongress Depression am 26. August 2017 vergab die Jury Platz 1 an Anne Thiele für ihren Beitrag „Leben mit Depression – Langzeitbegleitung einer Betroffenen“ auf Extra – das RTL-Magazin.

## Geschäftsführung, Vorstand und Stiftungsrat

### Geschäftsführung
- Susanne Baldauf
- Christian Sander (stellv. Geschäftsführer)

### Vorstand
- Ulrich Hegerl (Vorsitzender des Vorstands)
- Nico Niedermeier (Stellvertretender Vorsitzender des Vorstands)
- Thomas Müller-Rörich

### Stiftungsrat
(Quelle:)
- Martin Hautzinger (Vorsitzender des Stiftungsrats)
- Eckart von Hirschhausen
- Martin Holtmann
- Marcus Ising
- Georg Juckel
- Tilo Kircher
- Walter Kohl
- Hans-Jürgen Möller
- Günter Niklewski
- Tim Pfeiffer-Gerschel (Stellvertr. Vorsitzender des Stiftungsrats)
- Andreas Reif
- Clara Wacker